# Clockwork Angels
Clockwork Angels is het twintigste en laatste studioalbum van de Canadese band Rush. Het album kwam uit op 8 juni 2012.

## Tracklist
| Nr. | Titel                | Duur |
| --- | -------------------- | ---- |
| 1.  | Caravan              | 5:39 |
| 2.  | BU2B                 | 5:10 |
| 3.  | Clockwork angels     | 7:31 |
| 4.  | The anarchist        | 6:51 |
| 5.  | Carnies              | 4:51 |
| 6.  | Halo effect          | 3:13 |
| 7.  | Seven cities of gold | 6:34 |
| 8.  | The wreckers         | 5:01 |
| 9.  | Headlong flight      | 7:20 |
| 10. | BU2B2                | 1:27 |
| 11. | Wish them well       | 5:25 |
| 12. | The garden           | 6:59 |

## Hitnoteringen

### NederlandseAlbum Top 100
| Hitnotering: 16-06-2012 t/m | Hitnotering: 16-06-2012 t/m | Hitnotering: 16-06-2012 t/m | Hitnotering: 16-06-2012 t/m | Hitnotering: 16-06-2012 t/m | Hitnotering: 16-06-2012 t/m | Hitnotering: 16-06-2012 t/m | Hitnotering: 16-06-2012 t/m | Hitnotering: 16-06-2012 t/m | Hitnotering: 16-06-2012 t/m | Hitnotering: 16-06-2012 t/m | Hitnotering: 16-06-2012 t/m | Hitnotering: 16-06-2012 t/m | Hitnotering: 16-06-2012 t/m | Hitnotering: 16-06-2012 t/m | Hitnotering: 16-06-2012 t/m | Hitnotering: 16-06-2012 t/m | Hitnotering: 16-06-2012 t/m | Hitnotering: 16-06-2012 t/m | Hitnotering: 16-06-2012 t/m | Hitnotering: 16-06-2012 t/m |
| Week:                       | 1                           | 2                           | 3                           | 4                           | 5                           | 6                           | 7                           | 8                           | 9                           | 10                          | 11                          | 12                          | 13                          | 14                          | 15                          | 16                          | 17                          | 18                          | 19                          | 20                          |
| --------------------------- | --------------------------- | --------------------------- | --------------------------- | --------------------------- | --------------------------- | --------------------------- | --------------------------- | --------------------------- | --------------------------- | --------------------------- | --------------------------- | --------------------------- | --------------------------- | --------------------------- | --------------------------- | --------------------------- | --------------------------- | --------------------------- | --------------------------- | --------------------------- |
| Positie:                    | 11                          | 22                          |                             |                             |                             |                             |                             |                             |                             |                             |                             |                             |                             |                             |                             |                             |                             |                             |                             |                             |

### VlaamseUltratop 200Albums
| Hitnotering: 16-06-2012 t/m | Hitnotering: 16-06-2012 t/m | Hitnotering: 16-06-2012 t/m | Hitnotering: 16-06-2012 t/m | Hitnotering: 16-06-2012 t/m | Hitnotering: 16-06-2012 t/m | Hitnotering: 16-06-2012 t/m | Hitnotering: 16-06-2012 t/m | Hitnotering: 16-06-2012 t/m | Hitnotering: 16-06-2012 t/m | Hitnotering: 16-06-2012 t/m | Hitnotering: 16-06-2012 t/m | Hitnotering: 16-06-2012 t/m | Hitnotering: 16-06-2012 t/m | Hitnotering: 16-06-2012 t/m | Hitnotering: 16-06-2012 t/m | Hitnotering: 16-06-2012 t/m | Hitnotering: 16-06-2012 t/m | Hitnotering: 16-06-2012 t/m | Hitnotering: 16-06-2012 t/m | Hitnotering: 16-06-2012 t/m |
| Week:                       | 1                           | 2                           | 3                           | 4                           | 5                           | 6                           | 7                           | 8                           | 9                           | 10                          | 11                          | 12                          | 13                          | 14                          | 15                          | 16                          | 17                          | 18                          | 19                          | 20                          |
| --------------------------- | --------------------------- | --------------------------- | --------------------------- | --------------------------- | --------------------------- | --------------------------- | --------------------------- | --------------------------- | --------------------------- | --------------------------- | --------------------------- | --------------------------- | --------------------------- | --------------------------- | --------------------------- | --------------------------- | --------------------------- | --------------------------- | --------------------------- | --------------------------- |
| Positie:                    | 139                         | 55                          |                             |                             |                             |                             |                             |                             |                             |                             |                             |                             |                             |                             |                             |                             |                             |                             |                             |                             |